# Ли, Элвин
Элвин Ли (англ. Alvin Lee; настоящее имя Грэм Элвин Барнс, англ. Graham Alvin Barnes; 19 декабря 1944, Ноттингем — 6 марта 2013, Марбелья, Испания) — британский гитарист и певец, основатель группы Ten Years After.

## Биография
Элвин Ли родился в Ноттингеме и посещал школу Маргарет Глен-Ботт в Воллатоне (предместье Ноттингема). Увлёкся музыкой, слушая грампластинки родителей с записями джазовых и блюзовых исполнителей. Большое влияние на Элвина оказала игра таких гитаристов как Чак Берри и Скотти Мур. Сам Элвин начал играть на гитаре с 13 лет. В 1960 году начинает сотрудничать с Лео Лайонсом. Итогом этого сотрудничества станет образование группы Ten Years After.
В 1969 году с группой выступил на знаменитом фестивале в Вудстоке. Выступление Ten Years After стало одним из самых ярких событий фестиваля.
В 2009 году британский журнал Classic Rock включил Элвина в список величайших гитаристов всех времен.
В песне «Время не ждет» группы «Чайф» есть упоминание об Элвине Ли, который гастролировал в Москве.

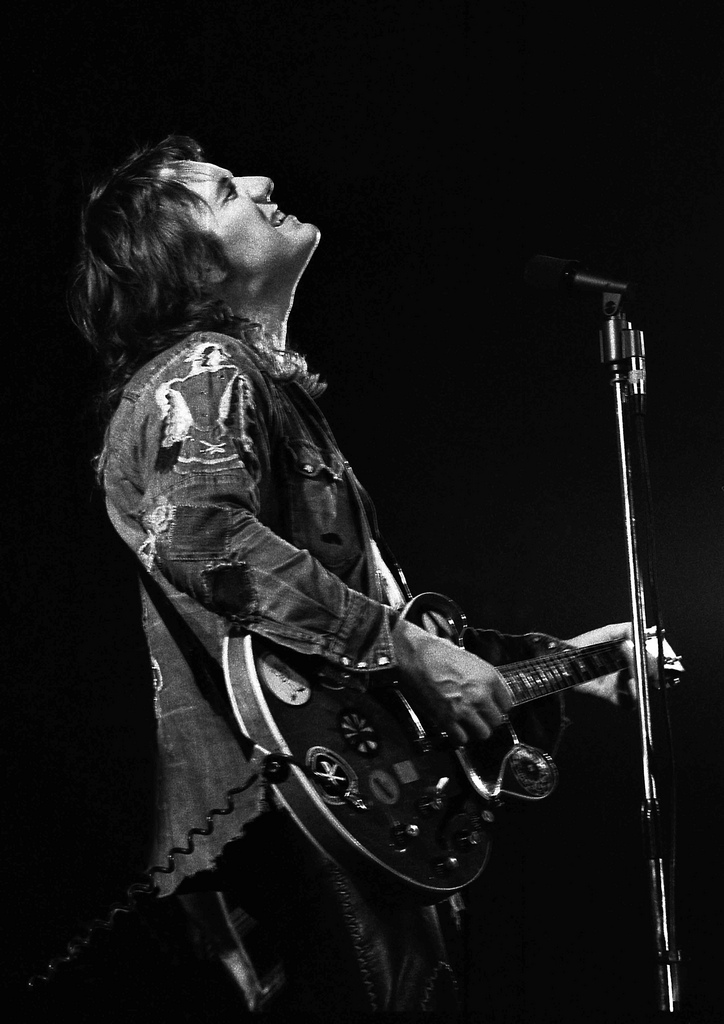
Выступление Элвина Ли в Бреде, 1978 год

Ли умер 6 марта 2013 года в Испании в возрасте 68 лет. По информации с его веб-сайта, смерть наступила вследствие «непредвиденных осложнений после обычного хирургического вмешательства».